# Sereine Mauborgne
Pour les articles homonymes, voir Mauborgne.
Sereine Mauborgne, née le 3 mai 1972 au Mans (Sarthe), est une femme politique française. Après avoir été conseillère municipale divers gauche de Coulaines (Sarthe) de 2001 à 2003, elle est élue de 2017 à 2022 députée de la 4e circonscription du Var pour La République en marche (LREM).

## Biographie
Née Solveig Mauborgne,, Sereine Mauborgne est sans succès candidate aux élections cantonales en 1998 au Mans. Elle est conseillère municipale à Coulaines, dans la Sarthe, élue sur une liste divers gauche-écologiste, de 2001 à 2003.
Aux élections municipales de 2014, elle est deuxième d'une liste de gauche plurielle à Cogolin, dans le Var.
Aux élections législatives de 2017, elle est investie par La République en marche (LREM) dans la 4e circonscription du Var, avec pour suppléant Mikaël Vermès. Elle est élue députée le 18 juin 2017, au second tour, avec 54,6 % des voix. Elle est la première femme élue députée de cette circonscription. Membre de la commission de la Défense nationale et des Forces armées, elle est désignée rapporteure budgétaire de l’Armée de Terre en 2019,. Elle est également la présidente de la délégation française à l'Assemblée parlementaire de l'Organisation pour la sécurité et la coopération en Europe (OSCE).
En janvier 2020, dans le cadre du débat à l'Assemblée nationale pour l'allongement des congés de 5 à 12 jours dans le cas du décès d'un enfant, Sereine Mauborgne s'y oppose en proposant à la place de permettre aux gens de faire des dons de RTT et déclarant : « Quand on achète de la générosité à bon prix sur le dos des entreprises, c'est quand même un peu facile ». En réaction, le président Emmanuel Macron demande un peu d'humanité de la part des députés de sa majorité. Mauborgne regrette par la suite ne pas avoir été « assez claire » et estime qu'« on ne pouvait pas fabriquer des amendements qui disaient « l'État doit payer » ».
Candidate à sa réélection lors des législatives de 2022, elle est battue au second tour avec 46,35 % des voix par Philippe Lottiaux (RN).